# Distrito electoral de East Stromsburg
East Stromsburg (en inglés: East Stromsburg Precinct) es un distrito electoral ubicado en el condado de Polk en el estado estadounidense de Nebraska. En el Censo de 2010 tenía una población de 774 habitantes y una densidad poblacional de 9,86 personas por km².

## Geografía
East Stromsburg se encuentra ubicado en las coordenadas 41°5′53″N 97°32′58″O / 41.09806, -97.54944. Según la Oficina del Censo de los Estados Unidos, East Stromsburg tiene una superficie total de 78.53 km², de la cual 78.39 km² corresponden a tierra firme y (0.18%) 0.14 km² es agua.

## Demografía
Según el censo de 2010, había 774 personas residiendo en East Stromsburg. La densidad de población era de 9,86 hab./km². De los 774 habitantes, East Stromsburg estaba compuesto por el 98.32% blancos, el 0.52% eran afroamericanos, el 0.13% eran amerindios, el 0.26% eran de otras razas y el 0.78% pertenecían a dos o más razas. Del total de la población el 1.68% eran hispanos o latinos de cualquier raza.